# Gastrotheca piperata
Gastrotheca piperata là một loài ếch trong họ Hemiphractidae. Chúng là loài đặc hữu của Bolivia.
Môi trường sống tự nhiên của nó là các khu rừng vùng núi ẩm nhiệt đới hoặc cận nhiệt đới và đầm nước ngọt có nước theo mùa. Loài này đang bị đe dọa do mất môi trường sống.